# Браун (округ, Небраска)
Шаблон:StateAbbr_ 42°26′ пн. ш. 99°56′ зх. д. / 42.44° пн. ш. 99.93° зх. д.
Округ Браун (англ. Brown County) — округ (графство) у штаті Небраска, США. Ідентифікатор округу 31017.

## Історія
Округ утворений 1883 року.

## Демографія
За даними перепису
2000 року
загальне населення округу становило 3525 осіб, усе сільське.
Серед мешканців округу чоловіків було 1731, а жінок — 1794. В окрузі було 1530 домогосподарств, 996 родин, які мешкали в 1916 будинках.
Середній розмір родини становив 2,86.
Віковий розподіл населення поданий у таблиці:
| Стать    | До 15 років | 15-21 | 22-29 | 30-39 | 40-49 | 50-65 | 65-85 | Понад 85 |
| -------- | ----------- | ----- | ----- | ----- | ----- | ----- | ----- | -------- |
| Чоловіки | 372         | 150   | 114   | 191   | 272   | 286   | 297   | 49       |
| Жінки    | 309         | 148   | 106   | 218   | 255   | 312   | 358   | 88       |

## Суміжні округи
- Кі-Пего — північ
- Рок — схід
- Лоуп — південний схід
- Блейн — південь
- Черрі — захід

## Виноски
1. ↑  US Decennial Census. US Census Bureau. Архів оригіналу за 26 квітня 2015. Процитовано 6 грудня 2014.
2. ↑  Historical Census Browser. University of Virginia Library. Архів оригіналу за 11 серпня 2012. Процитовано 6 грудня 2014.
3. ↑  Population of Counties by Decennial Census: 1900 to 1990. US Census Bureau. Архів оригіналу за 27 квітня 2015. Процитовано 6 грудня 2014.
4. ↑  Census 2000 PHC-T-4. Ranking Tables for Counties: 1990 and 2000 (PDF). US Census Bureau. Архів оригіналу (PDF) за 18 грудня 2014. Процитовано 6 грудня 2014.
5. ↑  State & County QuickFacts. US Census Bureau. Архів оригіналу за 7 липня 2011. Процитовано 17 вересня 2013. [Архівовано 2011-06-07 у Wayback Machine.](англ.) Наведено за англійською вікіпедією.
6. ↑  American FactFinder. Бюро перепису населення США. Архів оригіналу за 26 лютого 2012. Процитовано 31 січня 2008. [Архівовано 2008-05-21 у Wayback Machine.]

| США | Це незавершена стаття з географії США. Ви можете допомогти проєкту, виправивши або дописавши її. |